# Лацков
Лацков (словац. Lackov) — село в окрузі Крупіна Банськобистрицького Словаччини. Площа села 6,68 км². Станом на 31 грудня 2017 року в селі проживало 102 жителі.

## Історія
Перші згадки про село датуються 1341 роком.

## Населення
| Рік:            | 1994. | 2004.    | 2014.    | 2024. |
| --------------- | ----- | -------- | -------- | ----- |
| Кількість осіб: | 142   | 118      | 100      | 83    |
| Різниця:        |       | -16,90 % | -15,25 % | -17 % |

| Рік:            | 2023. | 2024.   |
| --------------- | ----- | ------- |
| Кількість осіб: | 88    | 83      |
| Різниця:        |       | -5,68 % |